# Bellinghoven (Adelsgeschlecht)

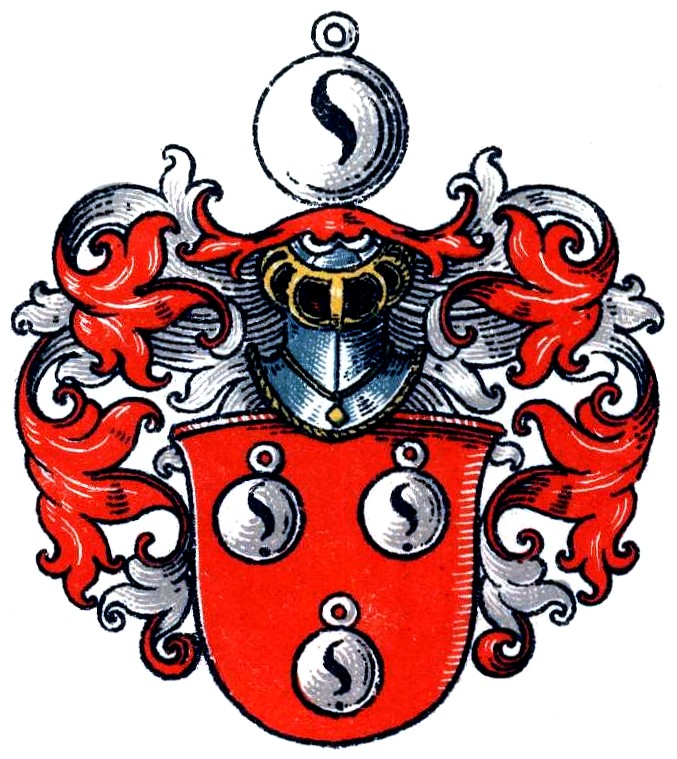
Wappen derer von Bellinghoven

Die Herren von Bellinghoven waren ein altes rheinländisches Adelsgeschlecht.

## Geschichte
Der Stammsitz des Geschlechts war Burg Bellinghoven zwischen Wesel und Rees. Ein Gerard von Bellinghoven wurde bereits 1206 in einer Urkunde erwähnt. Es folgen Otto et Theodericus de Belinghoven fratres 1228. Letzterer besaß ein so hohes Ansehen, dass ihn Graf Dietrich von Kleve 1299 zum Schiedsrichter in allen seinen Angelegenheiten mit dem Erzbischof von Köln machte.
Burg Bellinghoven dagegen wird erst 1325 urkundlich genannt, als ihr Bau durch Dietrich von Bellinghoven († 1305) vollendet war und er sie am 20. Dezember des Jahres Dietrich VII. von Kleve zu Lehen auftrug. Sie wurde damit zum Offenhaus der Grafen von Kleve. Im Jahr 1470 erwarb Otto von Hetterscheid das Anwesen, räumte aber seinem Vetter Johann von Bellinghoven das Recht ein, es für 300 Rheinische Gulden zurückkaufen zu können. Dies muss – zumindest teilweise – auch geschehen sein, denn Johann und seine Frau Agnes veräußerten ihren Teil am Haus Bellinghoven 1481 an den Ritter Wilhelm von Bernsau. Der Verkauf war wegen hoher Schulden nötig geworden. 1492 erwarb Wilhelm von Bernsau von Johann von der Horst, Drost des Landes Dinslaken, und seiner Frau Maria auch „die Hälfte und ihren Anteil“ am Haus Bellinghoven sowie alle damit verbundenen Rechte.
1317 erscheint ein Otto von Bellinghoven in einer Urkunde des Stifts Xanten. 1320 kommt ein Dietrich von Bellinghoven Schildknappe in einer Urkunde des damaligen Grafen Dietrich von Kleve vor, 1448 ein Schildknappe Johann von Bellinghoven in einer Urkunde des Herzogs Johann von Kleve-Mark. Ein Dietrich von Bellinghoven siegelte 1445 mit einem Wappen, welches im noch zu erkennenden Schildhaupt zwei Schellen zu haben scheint. Ein gut erhaltenes Wappen der Familie hat Fahne abgebildet.
Ob und, wenn ja, wie die hier behandelten Bellinghoven mit den von Bellinghoven zu Haus Bellinghoven in der Kerkener Ortschaft Nieukerk verwandt waren, ist nicht bekannt. Auf diesem Gut bei Kerken saß 1402 ein Derik von Bellinghoven. Er vererbte es an seinen Sohn Johann, der 1454 Aleid von Eyll vom benachbarten Haus Ingenray heiratete. Einer ihrer Nachfahren hieß ebenfalls Derik. Er hinterließ das Anwesen 1522 seinen drei Kindern Elbert, Johanna und Adelheid. Die beiden Schwestern waren noch im Jahr 1542 im Besitz des Guts. In einem Schriftstück von 1555 ist Margr(i)et von Bellinghoven als Besitzerin des Hauses aufgeführt. Sie war mit Otto Lintgen verheiratet, dessen Familie das Haus erbte.
Nicht zur Familie derer von Bellinghoven gehörte der mit den fünf (2:1:2) Rosen der Familie Stommel siegelnde Ludwig von Stommel, des Dynasten Walram von Bergheim Drost und Amtmann, der 1299 auf Burg Bellinghoven saß und im Siegel den Namen der Burg annahm (Ludevicus de Bellinghoven).

## Wappen
In Rot drei (2:1) runde silberne Schellen. Auf dem Helm eine Schelle. Die Helmdecken sind rot-silber.